# Kreis Olivone
Der Kreis Olivone bildet zusammen mit den Kreisen Acquarossa und Malvaglia den Bezirk Blenio des Kantons Tessin in der Schweiz. Der Sitz des Kreisamtes ist in Blenio.

## Gemeinden
Der Kreis umfasst – seit der Fusion der ehemaligen fünf Gemeinden Aquila, Campo (Blenio), Ghirone, Olivone und Torre im Jahr 2006 – nur noch eine einzige Gemeinde:
| Wappen | Name der Gemeinde | Einwohner (31. Dezember 2023) | Fläche in km² | Einw. pro km² | BFS-Nr |
| ------ | ----------------- | ----------------------------- | ------------- | ------------- | ------ |
| Blenio | Blenio            | 1706                          | 202,00        | 8             | 5049   |